# Bit de signe
En informatique, le bit de signe est un bit dans une représentation de nombres signés qui indique le signe d’un nombre. Il est toujours situé sur le bit de poids fort.
Très souvent, si le bit de signe est 0, le nombre est non-négatif (positif ou nul). Si le bit de signe est à 1, le nombre est négatif, bien que certains formats autres que le complément à deux autorisent le zéro signé : les représentations “zéro positif” et “zéro négatif”, le dernier ne correspondant pas au concept mathématique d’un nombre négatif.
Dans la représentation en complément à deux, le bit de signe a le poids −2w−1 où w est le nombre de bits. Dans la représentation en complément à un, la plus petite valeur possible est 1 − 2w−1, et il y a deux représentations de zéro : une pour chaque valeur du bit de signe. Dans une représentation en signe-magnitude, la valeur du bit de signe détermine si la valeur numérique est positive ou négative:52–54.
Les nombres à virgule flottante, tels que le format IEEE, IBM, VAX, et même le format utilisé par le Zuse Z1 et Z3, utilisent une représentation signe-magnitude.
Lors de l’utilisation d’une représentation en complément (à un ou à deux), pour convertir un nombre signé dans un format plus large, les bits supplémentaires doivent être remplis par des copies du bit de signe de manière à préserver sa valeur numérique:61–62, un processus appelé extension de signe ou propagation de signe.